# Сибирская Википедия
Сиби́рская Википе́дия (Сиби́рска Википе́ддя) — закрытый и впоследствии удалённый раздел Википедии на искусственном сибирском языке.

## История
Сибирская Википедия писалась на искусственном сибирском языке, создание которого было начато томским предпринимателем Ярославом Золотарёвым в апреле 2005 года, изначально — в блоге Золотарёва и на сайте «Сибирская Свобода», также принимала участие группа энтузиастов. Золотарёв обосновывает создание этого языка своим увлечением сибирским областничеством. По его словам, за основу были взяты сибирские старожильческие говоры, использована их грамматика, а лексика «архаизирована». Также в сибирском языке были намешаны татарские корни и заимствования из поморских говоров, украинского и белорусского языков. Язык сделан, чтобы быть частично непонятным носителям русского языка.
1 октября 2006 года на этом языке был создан раздел Википедии. Заявка на открытие раздела Википедии на сибирском языке как на естественном была отклонена из-за несогласия руководства Фонда Викимедиа. Вторая заявка, представляющая сибирский язык как искусственный, была принята 1 октября 2006 года.

По состоянию на 2007 год в разделе было около 7000 статей, при этом около 5000 из них — это пустые заготовки статей о годах с фразой «В ету статтю надоть чо-нить дописать, ешшо тут маловато написано дык». Часть других статей — это подправленные статьи белорусской Википедии. В сибирском разделе была ярко выражена антирусская позиция, что нарушало правило о нейтральной точке зрения, принятое в других разделах Википедии. Как отмечал бюрократ русской Википедии Максим Вотяков (MaxiMaxiMax), другой точки зрения «там не подразумевается, потому что никто на этом языке не станет писать для того, чтобы исправить это положение».

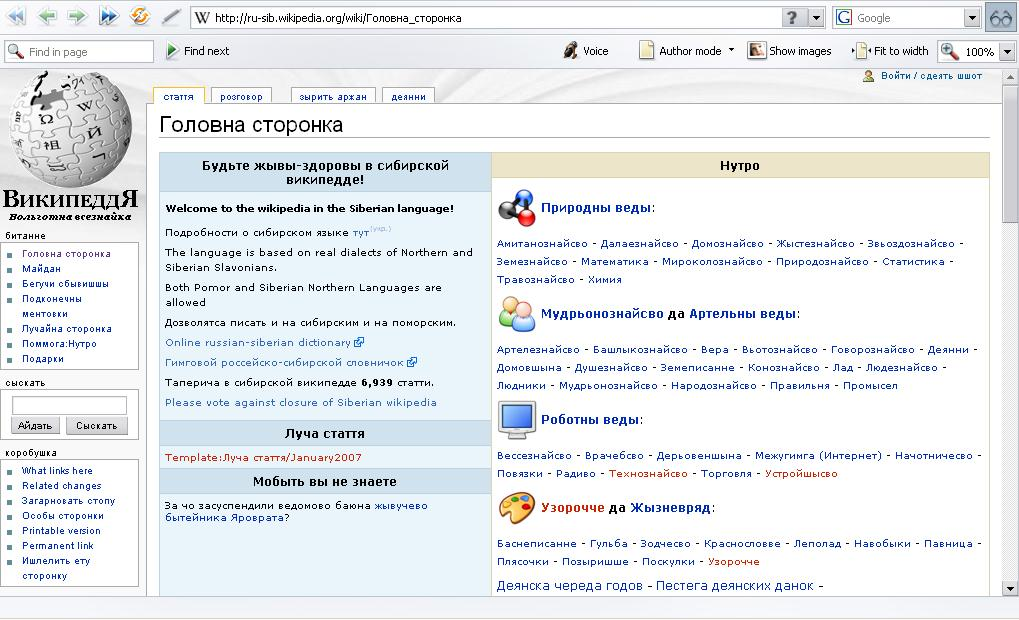
Заглавная страница сибирской Википедии на январь 2007 года

В результате была открыта дискуссия о закрытии сибирской Википедии. В ней Золотарёв утверждал, что обороты вроде «москальска сволоч» не являются оскорбительными на сибирском языке, якобы носители русского языка их неверно понимают, а также защищал использование нецензурных выражений в переводах Шекспира на сибирский язык, обосновывая это тем, что в них «демократический код противопоставляется элитарному. [Он] перевел так, как бы это звучало в сибирской деревне». В ходе этой дискуссии за закрытие выступали скорее русские и сторонники Википедии как проекта, а против — скорее украинцы, восточноевропейцы, анархисты и либералы. По итогам голосования 5 ноября 2007 года раздел был закрыт. Позднее раздел удалили. Сторонники проекта сибирского языка считают, что противодействие ему связано с тем, что он испугал власть.